# فیورلا ماتیس
فیورلا گلی ماتیس (متولد ۱۰ فوریه 1988) بازیگر، مدل، مجری تلویزیونی برزیلی و کارآفرین بنیانگذار و مدیر عامل استارتاپ Gringa است.
فیورلا در پتروپولیس، ریودوژانیرو به دنیا آمد. او از اصل و نسب ایتالیایی و آلمانی است، نام خانوادگی پدری و مادری او از شمال ایتالیا است. او دختر آندریاس ماتیس، یک راننده ماشین مسابقه، و ساندرا گلی ماتیس است. در ۲۰ ژوئیه ۲۰۱۳ با فلاویو کانتو ازدواج کرد. آنها در سپتامبر ۲۰۱۴ طلاق گرفتند.

## فیلم‌شناسی

### تلویزیون
| سال          | عنوان                 | شخصیت           | یادداشت                   |
| ------------ | --------------------- | --------------- | ------------------------- |
| ۲۰۰۶         | روله (تلویزیون ورزشی) | مجری            |                           |
| ۲۰۰۷         | مالهسائو              | ویویان پیمنتا   | آنتاگونیستا               |
| ۲۰۰۸         | تورما دو دیدی         | الا مسما        | مشارکت                    |
| ۲۰۰۸         | جنگ و صلح             | فلاویا          | "مانیاکو و افسردگی"       |
| ۲۰۰۸         | کاسوس و آکاسوس        | ماریانا         | "A Fuga Arriscada"        |
| ۲۰۰۸         | نمای تاریخی           | مانوئلا         | "A Rainha da Uva"         |
| ۲۰۰۹         | اوما نویت نه کاستلو   | ویرجینیا        | خاصه                      |
| ۲۰۰۹         | یک مورد علاقه         | کریستال         | Participação              |
| ۲۰۰۹         | نمایش ویدیو           | ارائه کننده     | ۲۰۰۹–۲۰۱۰                 |
| ۲۰۱۰         | به عنوان کاریوکاس     | کارلا مندز      | " A Invejosa de Ipanema " |
| ۲۰۱۲         | فینا استامپا          | لویرا میستریوسا | Participação              |
| ۲۰۱۲         | لوکو پور الاس         | فریدا           | Participação              |
| ۲۰۱۳ - اکنون | وای که کولا           | ولنا (آپارسیدا) | چند نمایشی                |
| ۲۰۱۸         | روآ آگوستا            | میکا            |                           |

### فیلم
| سال  | عنوان         | شخصیت       | یادداشت     |
| ---- | ------------- | ----------- | ----------- |
| ۲۰۱۳ | سینما هولیودی | دختر رؤیایی |             |
| ۲۰۱۴ | قهرمان بزرگ ۶ | لیمو عسل    | صدا (دوبله) |
| ۲۰۱۵ | برو کو کولا   | ولنا        |             |
| ۲۰۱۶ | آخرین باکره   | دبورا       |             |